# غاب فورموزي
الغاب الفورموزي نوع نباتي ينتمي إلى جنس الغاب من الفصيلة النجيلية.

## الانتشار والتأقلم
موطنه جزيرة فورموزا أو تايوان.

## الوصف النباتي
معمر يصل ارتفاعه إلى أكثر من ثلاثة أمتار. الساق قصبة مجوفة قاسية يتحول لونها إلى الأصفر.